# Vlekborstlijstergaai
De vlekborstlijstergaai (Garrulax merulinus) is een zangvogel uit de familie Leiothrichidae.

## Verspreiding en leefgebied
Deze soort komt voor van het noordoosten van India tot het noorden van Indochina. Er zijn drie ondersoorten:
- G. m. merulinus: noordoostelijk India, noordelijk en westelijk Myanmar en westelijk Yunnan (zuidoostelijk China).
- G. m. laoensis: noordwestelijk Thailand.
- G. m. obscurus: zuidelijk China en noordelijk Indochina.

## Status
De grootte van de populatie is niet gekwantificeerd maar de soort wordt omschreven als schaars. Op de Rode lijst van de IUCN heeft deze soort de status niet bedreigd.